# Gallium(III)-selenid
Gallium(III)-selenid ist eine anorganische chemische Verbindung des Galliums aus der Gruppe der Selenide.

## Gewinnung und Darstellung
Gallium(III)-selenid kann durch Reaktion von Gallium mit Selen bei hohen Temperaturen gewonnen werden.
{\displaystyle \mathrm {2\ Ga+3\ Se\longrightarrow Ga_{2}Se_{3}} }

## Eigenschaften
Gallium(III)-selenid ist ein als kompakte Masse schwarzer, fein zerrieben roter Feststoff, der ziemlich hart und spröde ist. Er besitzt eine kubische Kristallstruktur vom Zinkblendetyp mit der Raumgruppe F43m (Raumgruppen-Nr. 216). Die Verbindung kristallisiert in zwei Modifikationen. Die α-Form mit Zinkblendegitter die bei hohen Temperaturen stabil ist und eine Tieftemperaturmodifikation (β) mit monokliner Struktur. Die Umwandlungstemperatur liegt bei circa 1000 K.